# Oxysternon conspicillatum
Oxysternon conspicillatum là một loài bọ cánh cứng trong họ Bọ hung (Scarabaeidae).

## Hình ảnh

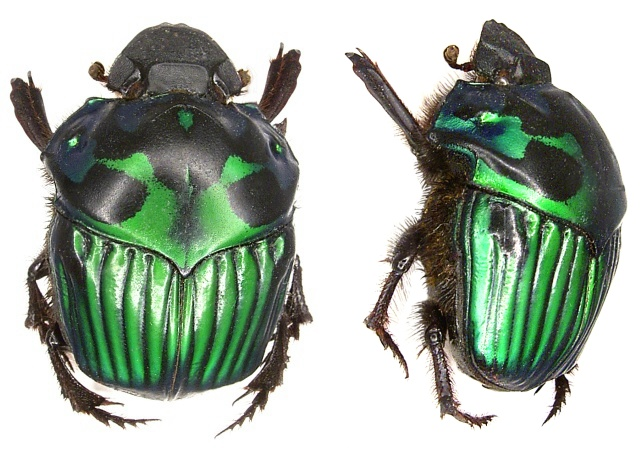
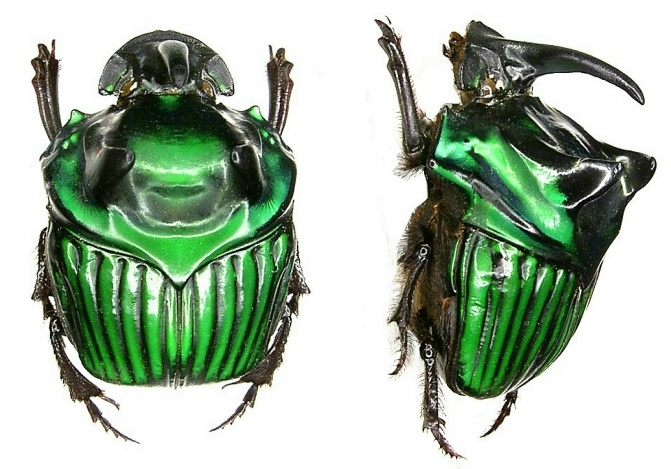
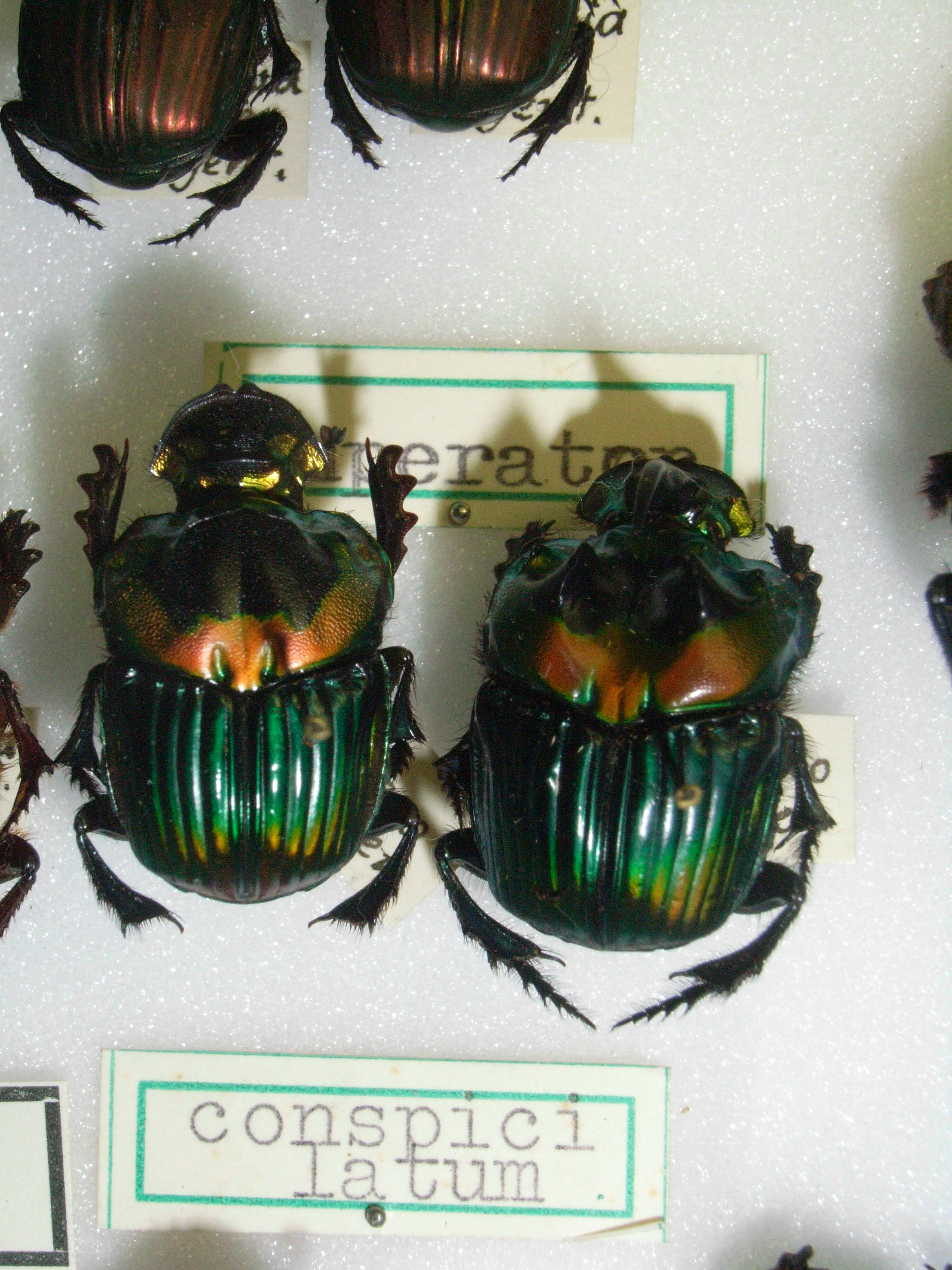